# Janez Drnovšek
Janez Drnovšek (n. 17 mai 1950, Celje, Comuna urbană Celje, Slovenia – d. 23 februarie 2008, Zaplana, Comuna Vrhnika, Slovenia) a fost un politician sloven, fost președinte al acestei țări.
A fost ales ca prim-ministru chiar după independența slovenă, între 1992 și 2002. În perioada 2002 - 2007 a fost președintele Republicii Slovenia.